# Nilópolis (ort)
Nilópolis är en ort i Brasilien.   Den ligger i kommunen Nilópolis och delstaten Rio de Janeiro, i den sydöstra delen av landet, 900 km sydost om huvudstaden Brasília. Nilópolis ligger 27 meter över havet och antalet invånare är 147 281.
Terrängen runt Nilópolis är varierad, och sluttar österut. Runt Nilópolis är det mycket tätbefolkat, med 5 021 invånare per kvadratkilometer.. Närmaste större samhälle är São João de Meriti, 4,3 km öster om Nilópolis.
Runt Nilópolis är det i huvudsak tätbebyggt.